# Joan de Tormo
Joan de Tormo (Albaida, 1490 - Barcelona, 1553) fou bisbe de Vic (1510-1553) nomenat per papa Juli II. Va ser el 62è President de la Generalitat de Catalunya (1552-1553), elegit a mitjan trienni, només va ésser uns mesos al càrrec per raó de la seva mort.

## Biografia
Va consagrar com a bisbe de Barcelona a Lluís de Cardona i Enríquez en 1530. Va fer imprimir diversos missals i brevaris a Vic (1547).
Va morir el 13 de gener de 1553. Està enterrat a la catedral de Vic.
Es va fer una nova extracció que recaigué en el seu nebot Miquel de Tormo.